# Nesochrysa illota
Nesochrysa illota är en insektsart som först beskrevs av Bo Tjeder 1966.  Nesochrysa illota ingår i släktet Nesochrysa och familjen guldögonsländor. Inga underarter finns listade i Catalogue of Life.